# ژاویر موره
ژاویر موره (انگلیسی: Xavier Moré؛ زادهٔ ۷ ژوئن ۱۹۸۲) بازیکن فوتبال اهل اسپانیا است.
از باشگاه‌هایی که در آن بازی کرده‌است می‌توان به باشگاه فوتبال رئال وایادولید و باشگاه فوتبال رئال اویدو اشاره کرد.